# 이마이즈미관박쥐
이마이즈미관박쥐(Rhinolophus imaizumii)는 관박쥐과에 속하는 박쥐의 일종이다. 일본의 토착종이다. 국제 자연 보전 연맹(IUCN)은 꼬마관박쥐의 아종으로 간주한다. 자연 서식지는 온대 숲이다. 서식지 감소로 위협을 받고 있다.

## 특징
작은 박쥐로 전완장이 40.1~42.8mm이다. 털은 길고 부드럽다. 등쪽은 갈색이고 배쪽은 크림색 또는 연한 갈색을 띤다.

## 생태
먹이는 곤충이다.

## 분포 및 서식지
류큐 열도 이리오모테섬에서만 알려져 있다.